# Amir Hamzah
Đây là một tên người Indonedia; nó không có họ.
Tengku Amir Hamzah (28 tháng 2 năm 1911 - ngày 20 tháng 3 năm 1946) là một nhà thơ và anh hùng dân tộc của Indonesia. Sinh ra trong một gia đình quý tộc Malay ở Vương quốc Hồi giáo Langkat ở Bắc Sumatra, ông được giáo dục ở hai nơi Sumatra và Java. Trong khi học phổ thông trung học tại Surakarta khoảng năm 1930, anh thanh niên này đã trở thành tham gia các phong trào dân tộc và yêu một người bạn học Java, Ilik Sundari. Ngay cả sau khi Amir tiếp tục học tại trong trường học hợp pháp ở Batavia (nay là Jakarta) hai người vẫn gần gũi với nhau, chỉ chia tay nhau vào năm 1937 khi Amir đã được triệu hồi về Sumatra để cưới công chúa con vua và nhận nhiệm vụ của triều đình. Mặc dù không hài lòng với cuộc hôn nhân của mình, ông đã hoàn thành nhiệm vụ được giao. Sau khi Indonesia tuyên bố độc lập vào năm 1945, ông đã làm đại diện của chính phủ trong Langkat. Năm sau, ông đã bị giết chết trong một cuộc cách mạng xã hội chủ nghĩa do Đảng Cộng sản Indonesia thực hiện và bị chôn trong một ngôi mộ tập thể.
Amir bắt đầu làm thơ khi còn là một thiếu niên: mặc dù tác phẩm của ông không đề ngày tháng, sớm nhất được cho là đã được viết khi ông lần đầu tiên đi đến Java. Chịu ảnh hưởng từ văn hóa Malay của riêng mình và Hồi giáo, cũng như từ Kitô giáo và văn học phương Đông, Amir đã viết 50 bài thơ, 18 tác phẩm văn xuôi trữ tình, và nhiều tác phẩm khác, trong đó có nhiều bản dịch. Năm 1932, ông đồng sáng lập tạp chí văn học Poedjangga Baroe. Sau khi trở về Sumatra, anh đã ngừng viết. Hầu hết các bài thơ của ông đã được công bố trong hai bộ sưu tập, cuốn tự truyện Nyanyi Sunyi (1937) và buah rindu (1941), lần đầu tiên trong Poedjangga Baroe sau đó là cuốn sách độc lập.